# Evangelische Kirche Oppenrod

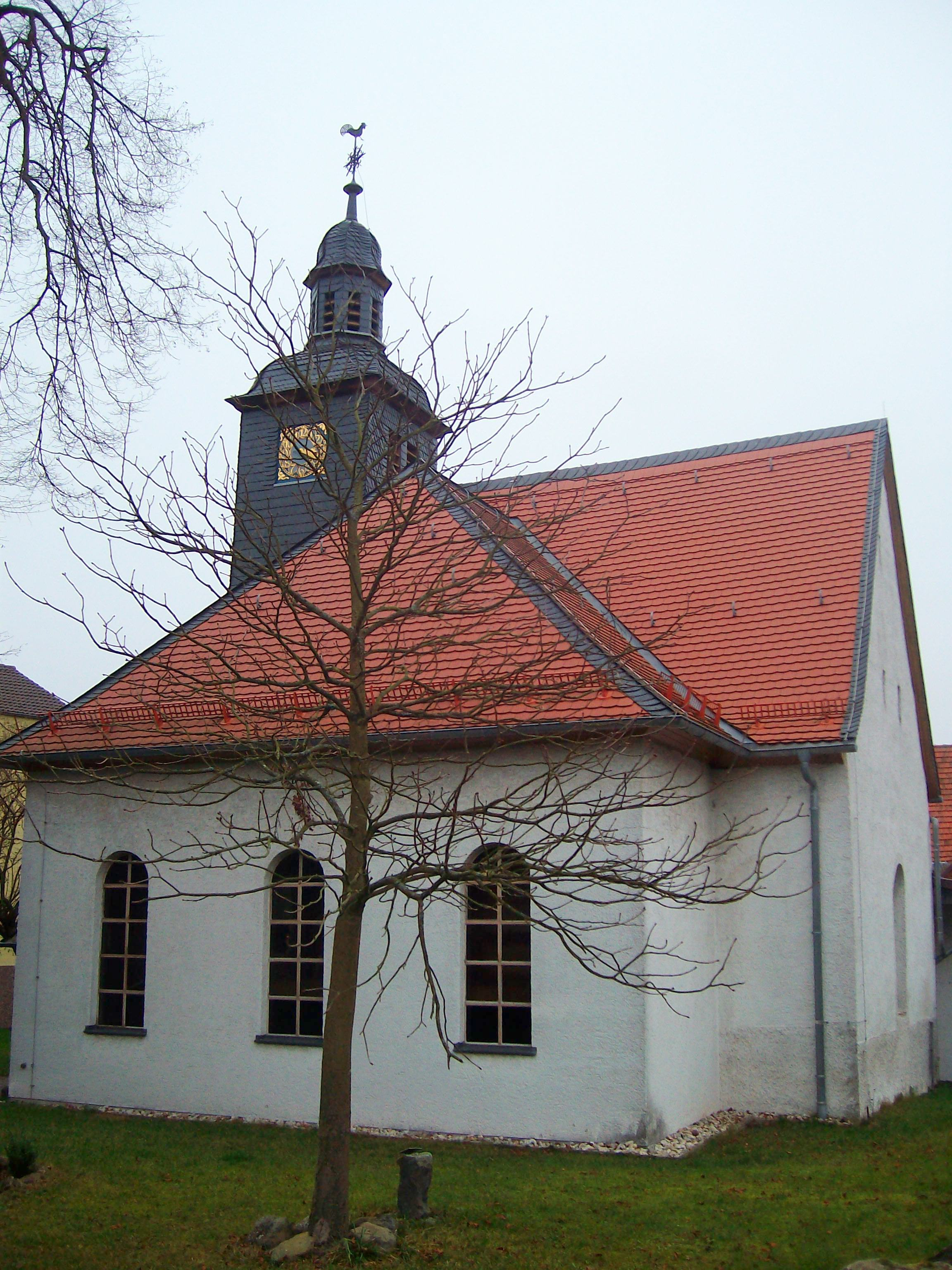
Kirche von Südosten

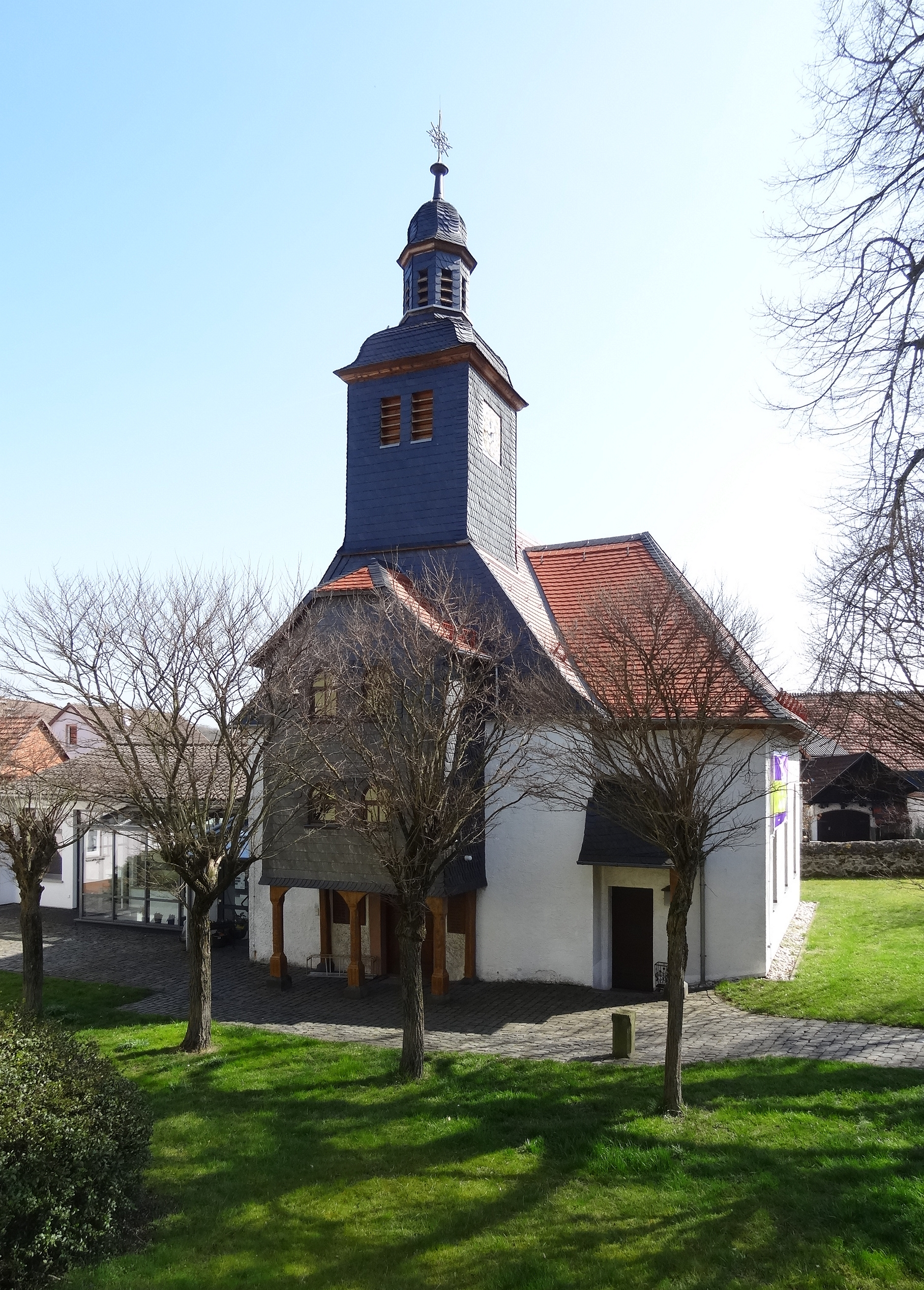
Westseite

Die Evangelische Kirche in Oppenrod in der Gemeinde Buseck im Landkreis Gießen in Hessen stammt im Kern aus gotischer Zeit, lässt sich aber nicht sicher datieren. Ihre heutige Gestalt hat sie durch einen Erweiterungsumbau im Jahr 1977 erhalten. Die Saalkirche mit steilem Satteldach und zweigeschossigem Haubendachreiter ist hessisches Kulturdenkmal.

## Geschichte
Im Spätmittelalter gehörte Oppenrod zum Archidiakonat St. Stephan in der Erzdiözese Mainz im Sendbezirk Buseck. Die mittelalterliche Kapelle besaß ein Patrozinium der heiligen Maria Magdalena, das für das Jahr 1419 bezeugt ist.
Mit Einführung der Reformation wechselte Oppenrod zum evangelischen Bekenntnis. Mindestens seit 1577 war die Kirchengemeinde Filiale von Großen-Buseck, wahrscheinlich aber schon in vorreformatorischer Zeit. Hierauf weist eine Verbindung des Ortes im 13. Jahrhundert mit dem Busecker Tal. Regelmäßige Gottesdienste fanden in Oppenrod erst ab 1764 statt; bis dahin besuchten die Gläubigen die Gottesdienste in Großen-Buseck. Seit 1838 ist Oppenrod alleinige Filiale von Großen-Buseck.
Im Jahr 1628 wurde in der Südmauer bei der Kanzel ein Fenster eingebrochen, das kleiner und schmaler als die beiden flankierenden Fenster war. Johannes Henschel aus Gießen goss 1658 eine neue Glocke. Daneben gibt es eine zweite, alte Glocke. 1666 erhielt die Kirche, die zuvor strohgedeckt war, ein Ziegeldach und einen Dachreiter. Eine Männerbühne (Empore) wurde 1668 und der Pfarrstuhl 1701 eingebaut. Der Innenraum erfuhr im Jahr 1744 eine Umgestaltung. Die Empore wurde erweitert, die Decke stuckiert und der Innenraum hell gestrichen. Das Fenster an der Nordseite wurde 1760 eingebrochen. Nach verschiedenen Reparaturen am Dach, Dachreiter und der Kanzel im Jahr 1781 erfolgten 1785 weitere Veränderungen an und in der Kirche. Der hölzerne Vorbau über dem Westportal für den Emporenaufgang ersetzte die Stiegen im Innenraum. In der Mitte des 19. Jahrhunderts wurde der Vorbau bis zum Dachspeicher erhöht und die entsprechende Treppe im Inneren entfernt. Im Jahr 1886 erhielt die Kirche an der Ostseite eine neue, verkleinerte Orgelempore für eine neue Orgel.
Die beiden großen Glocken wurden im Ersten Weltkrieg für Kriegszwecke abgeliefert und 1926 ersetzt. In diesem Jahr wurde der baufällige Dachreiter abgebrochen und nach einem Entwurf des Hessischen Hochbauamtes nach altem Vorbild erneuert. 1942 mussten die neu gegossenen Glocken ebenfalls abgeliefert werden. Nur das kleine Glöckchen verblieb aufgrund des hohen Alters in Oppenrod. Die Gemeinde schaffte im Jahr 1951 zwei neue Glocken an. Eine weitere wurde Glocke von Ludwig Brück 1968 gestiftet.
Ein großer Umbau fand im Jahr 1977 statt, als die Südseite der Kirche erweitert und an der Nordseite ein Gemeindehaus angebaut wurde. Die alte Südmauer wurde abgebrochen und die Kirche um einige Meter vergrößert. Die Ostempore wurde entfernt und die Orgel auf der neuen Südempore aufgestellt. Beim Aufbrechen der Südwand wurde ein Weihwasserbecken aus gotischer Zeit entdeckt und in die Ostwand verlegt. Bis 1977 diente eine Außentreppe am Vorbau als Zugang zu den Emporen und zum Dachboden. Sie wurde entfernt, da seitdem der westliche Nebeneingang in den südlichen Anbau und zu den Emporen führt. Im Jahr 1978 folgte eine Innenrenovierung, bei der die Kanzel samt Pfarrstuhl von der Südseite an die Ostseite versetzt und durch Beseitigung der Ostempore innen mehr Platz geschaffen wurde. In diesem Zuge wurden das Brüstungsbild der Ostempore mit dem Evangelisten Matthäus und das Abendmahlsbild, das über dem Pfarrstuhl angebracht war, an die verlängerte Nordempore umgehängt und die dunkelbraune Ölfarbe der hölzernen Einrichtungsgegenstände entfernt. Kirchenmaler Karl Faulstich legte die ursprüngliche Fassung der Ausstattungsstücke von 1744 und das Deckengemälde frei. 1988 schuf der Glasmaler Erhardt Jakobus Klonk ein neues Glasfenster. 1989 wurde der Vorbau geschindelt und erhielt der Nebeneingang zum Südanbau ein Vordach.
Im Jahr 2009 fanden eine Innenrenovierung und eine Sanierung des Kirchendachs und des Dachreiters statt.
Die Kirchengemeinde gehört zum Dekanat Gießener Land in der Propstei Oberhessen der Evangelischen Kirche in Hessen und Nassau. Sie ist seit 2011 mit der Kirchengemeinde Annerod pfarramtlich verbunden.

## Architektur

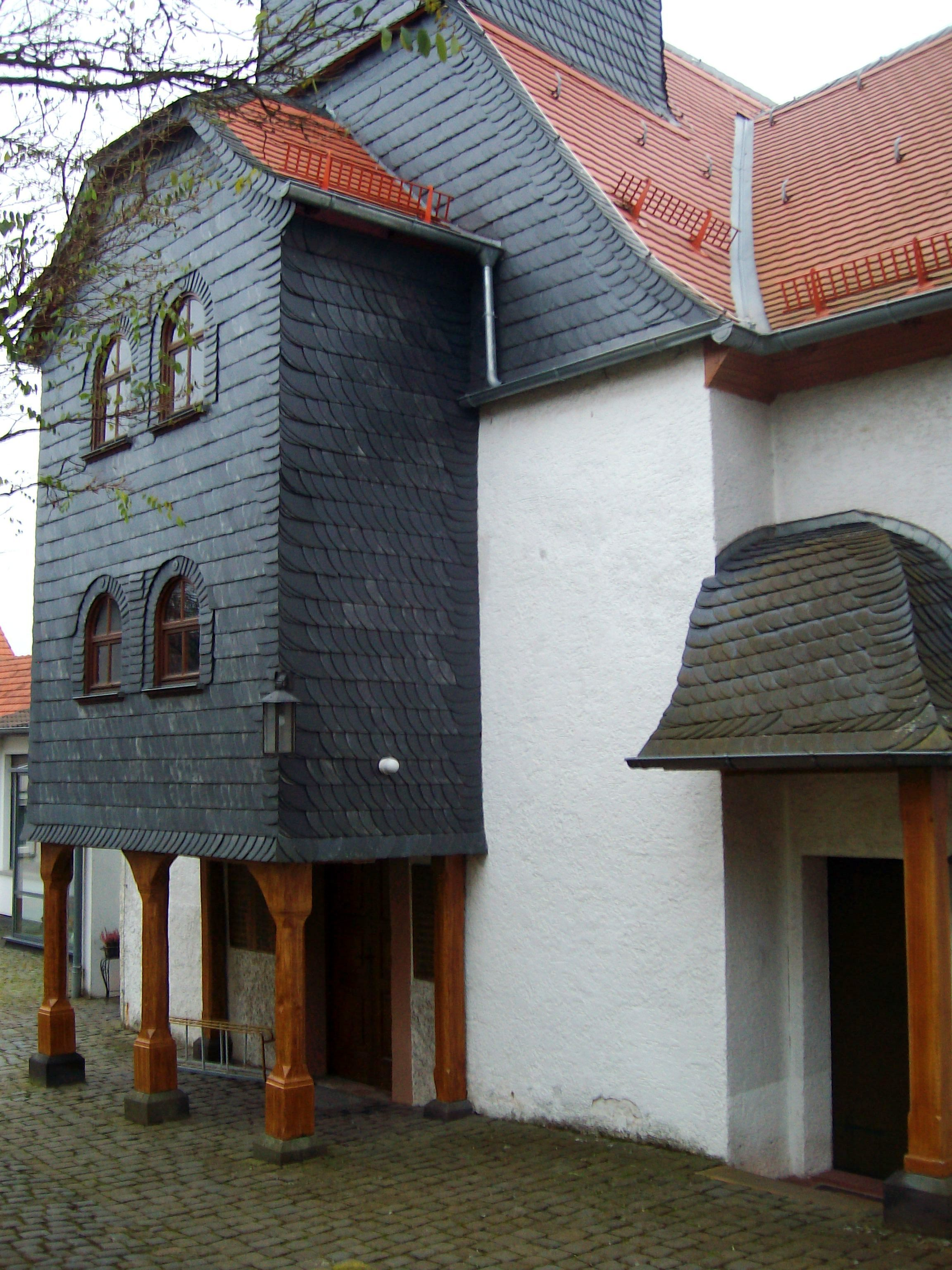
Westeingänge

Der geostete Kirchenbau im alten Ortskern ist aus Bruchsteinmauerwerk inmitten eines ummauerten Friedhofs errichtet. Trotz der späteren Umbauten sind die mittelalterlichen Proportionen erhalten. Die Saalkirche wird durch Fenster in drei Achsen gegliedert. Durch die Süderweiterung bildet der Grundriss ein gedrungenes Rechteck (11 × 7,75 Meter). Zudem sprechen die mächtige Wandstärke (etwa 1 Meter dick) und das steile Satteldach, dessen Aufbau die Höhe des Mauerwerks übertrifft, sowie der doppelte Kehlbalkendachstuhl für eine mittelalterliche Entstehungszeit. Ein offener, zweigeschossiger, hölzerner Vorbau an der Westseite ruht auf oktogonalen Holzpfosten und ist ganz geschiefert.
Der Haubendachreiter ist am westlichen Dachende bündig aufgesetzt. Das quaderförmige erste Geschoss hat eine flach geschweifte Haube, über der sich die kleine, achtseitige Laterne mit Schalllöchern erhebt. Sie wird von einer Welschen Haube abgeschlossen, die von Turmknopf, Kreuz und Wetterhahn bekrönt wird.
An der Südseite ist die Kirche durch einen etwas eingezogenen Anbau nebenschiffartig erweitert. Dieser wird von einem Walmdach abgeschlossen, von drei rundbogigen Fenstern belichtet und durch einen Westeingang mit einem geschweiften und geschieferten Vordach erschlossen. Alle rundbogigen Fenster und das Hauptportal haben Sandstein-Gewände.
Die östliche Giebelseite wird durch ein Rundbogenfenster belichtet, dessen Glasfenster Erhardt Jakobus Klonk gestaltete. Zwei Quereisen gliedern die drei Felder. Das unterste Feld ist in den Tönen Braun und Violettgrau gehalten und weist eine strenge Linienführung auf. Im Zentrum eines blauen Kreuzes ist ein kleiner, weißer Stern zu sehen, von dem Linien und Felder in abgestuften Rottönen ausgehen, die das Mittelfeld beherrschen. Das obere Feld lässt in geschwungenen Linien helles Licht in den Farben Gelb, Rot und Weiß herab. Zwölf Tore stehen für das neue Jerusalem, das durch ein Quadrat in der Bildmitte symbolisiert wird.

## Ausstattung

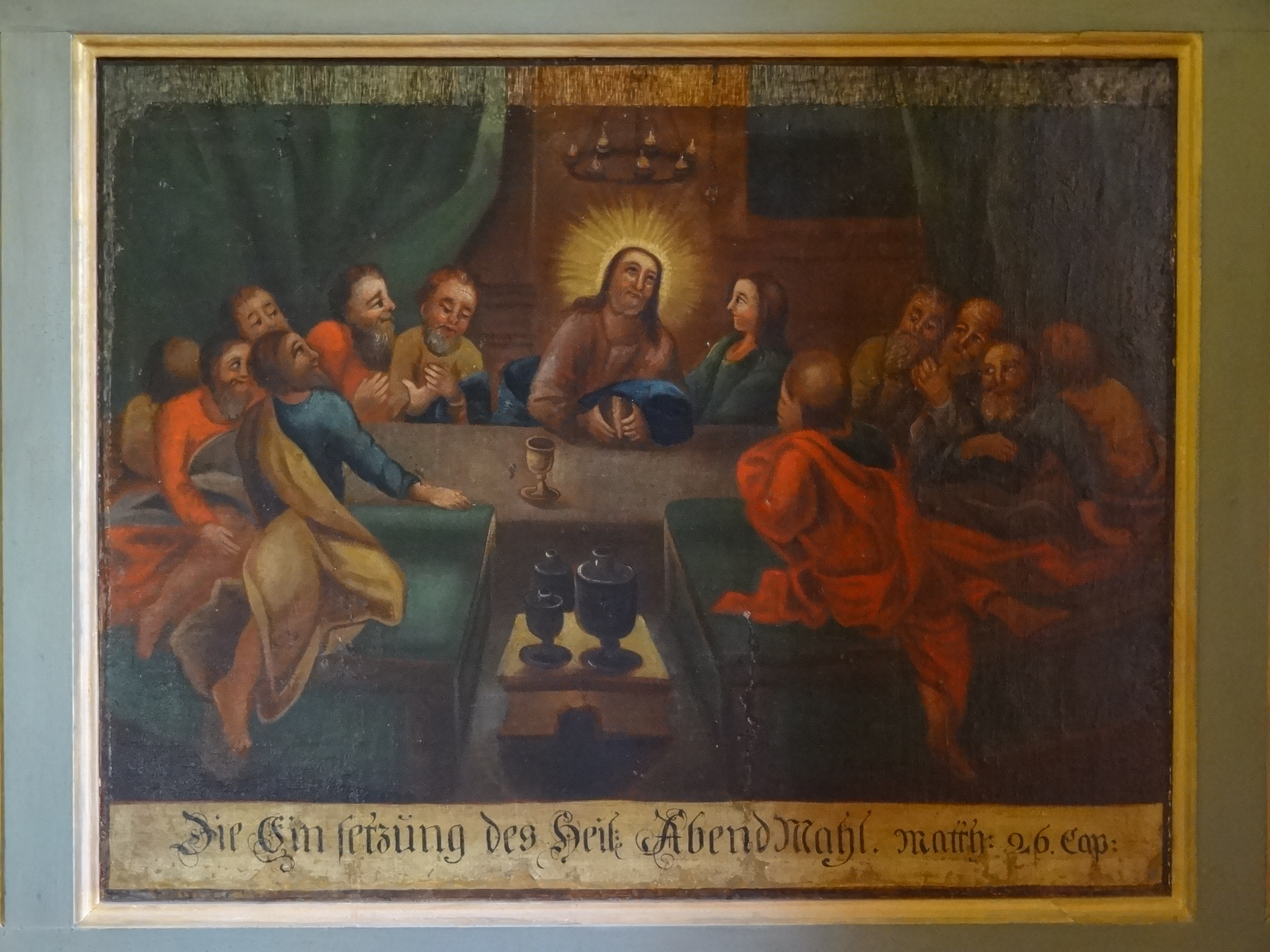
Brüstungsbild von Hisgen (um 1785) mit der Abendmahlsszene

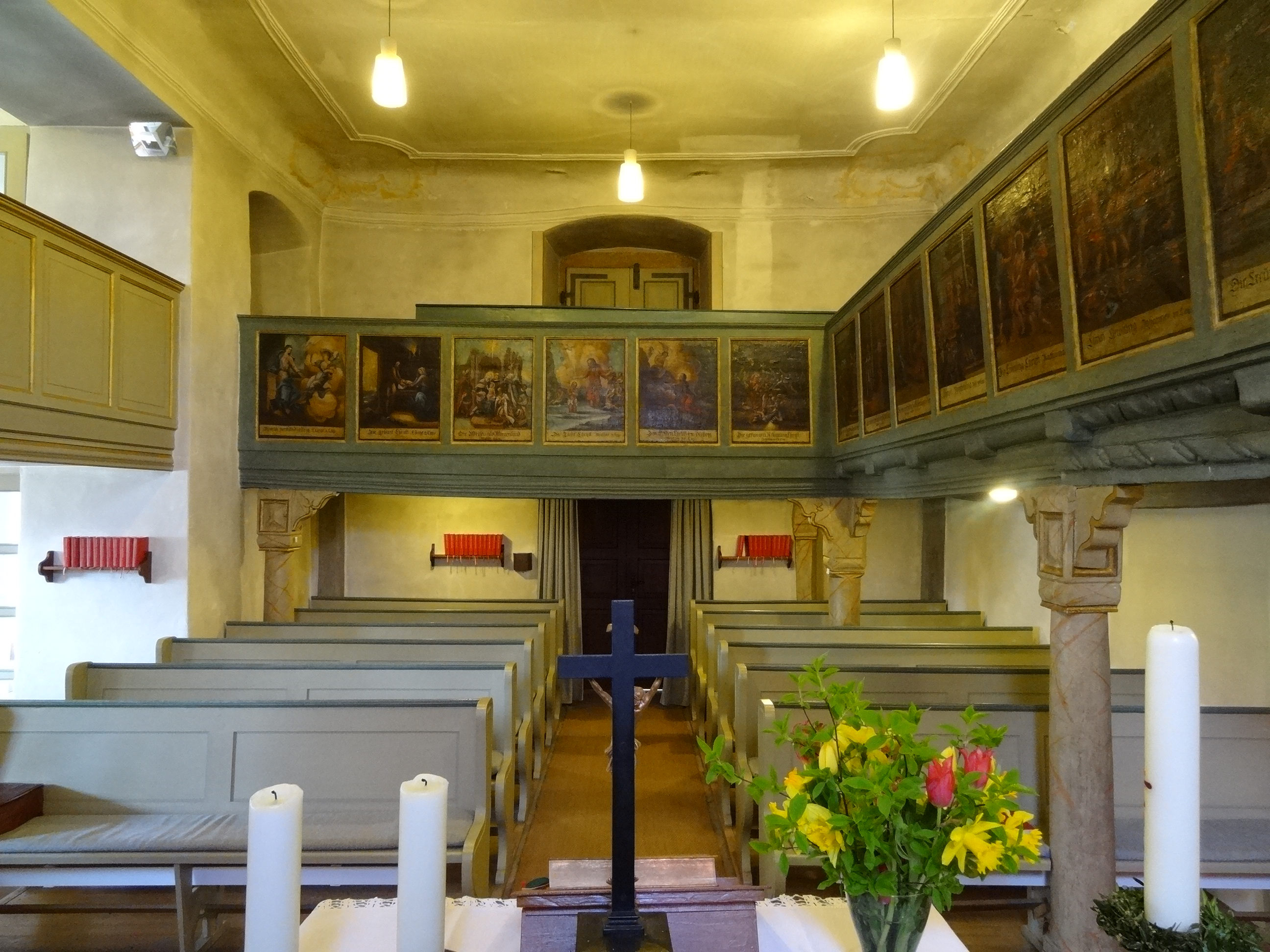
Innenraum Richtung Westen

Der rechteckige Innenraum bietet seit der Süderweiterung mehr als 150 Menschen Platz. Er wird von einer kalkweißen, stuckierten Flachdecke von 1744 abgeschlossen. Ein Medaillon in der Mitte zeigt Mose am brennenden Dornbusch. In den vier Ecken wurden Rocaillen-Malereien im Stil des Rokoko freigelegt.
Die alte Winkelempore im Nordwesten ruht auf marmorierten Holzsäulen mit quaderförmigen Kapitellen und geschwungenen Bügen, deren Kanten vergoldet sind. Die Nummerierung auf den Buchbrettern der Empore weist darauf, dass in früherer Zeit die Sitzplätze an die Gemeindeglieder verkauft wurden. Die Empore hat im Westen sechs und im Norden zehn Füllungen, in denen ein Bilderzyklus des Malers Daniel Hisgen aus Lich angebracht ist. Die Ölgemälde auf Leinwand wurden 1785/1786 geschaffen. Dargestellt wird auf 14 Bildern im Hochformat die Geschichte Jesu von der Verkündigung an Maria bis zur Grablegung. Darunter nimmt mit 10 Bildern die Leidensgeschichte Jesu den größten Raum ein. Ein weiteres Bild zeigt den Evangelisten Matthäus. Das letzte Bild mit der Abendmahlsszene im breiteren Querformat ist mit dem Namen des Künstlers signiert. Die Südempore von 1977 trägt keine Ölgemälde. An der alten Ostempore waren bis ins 19. Jahrhundert hinein vermutlich die drei fehlenden Evangelisten angebracht.
Die polygonale, hölzerne Kanzel an der Ostseite stammt ebenfalls von 1785. In den Füllungen sind zwischen aufgemalten kannelierten Säulen mit ionischen Kapitellen feine Blumengirlanden gemalt, die 1978 freigelegt wurden. Oben und unten bilden profilierte Gesimskränze den Abschluss. Die Kanzel ruht auf einer achteckigen Holzsäule, die von grünem Blattwerk verziert und von einem steinernen Sockel getragen wird. Auf der linken Seite schließt sich der Pfarrstuhl von 1701 mit rautenförmigem, durchbrochenem Gitterwerk an, der den Zugang zum Kanzelaufgang gewährt und mit floralen Elementen bemalt ist. Rechts der Kanzel hat in einem hölzernen Gestell die kleine Henschel-Glocke von 1658 samt Joch ihren Platz gefunden. In der Ostwand ist das gotische, spitzbogige Weihwasserbecken eingelassen.
Mittig vor dem Ostfenster ist der Altar aufgemauert, der von einer mittelalterlichen Altarplatte mit Fase abgeschlossen wird, in die die Jahreszahl 1744 eingemeißelt ist. Das schlichte, hölzerne Kirchengestühl in zweimal sechs Reihen ist neueren Datums und lässt einen Mittelgang frei.

## Orgel

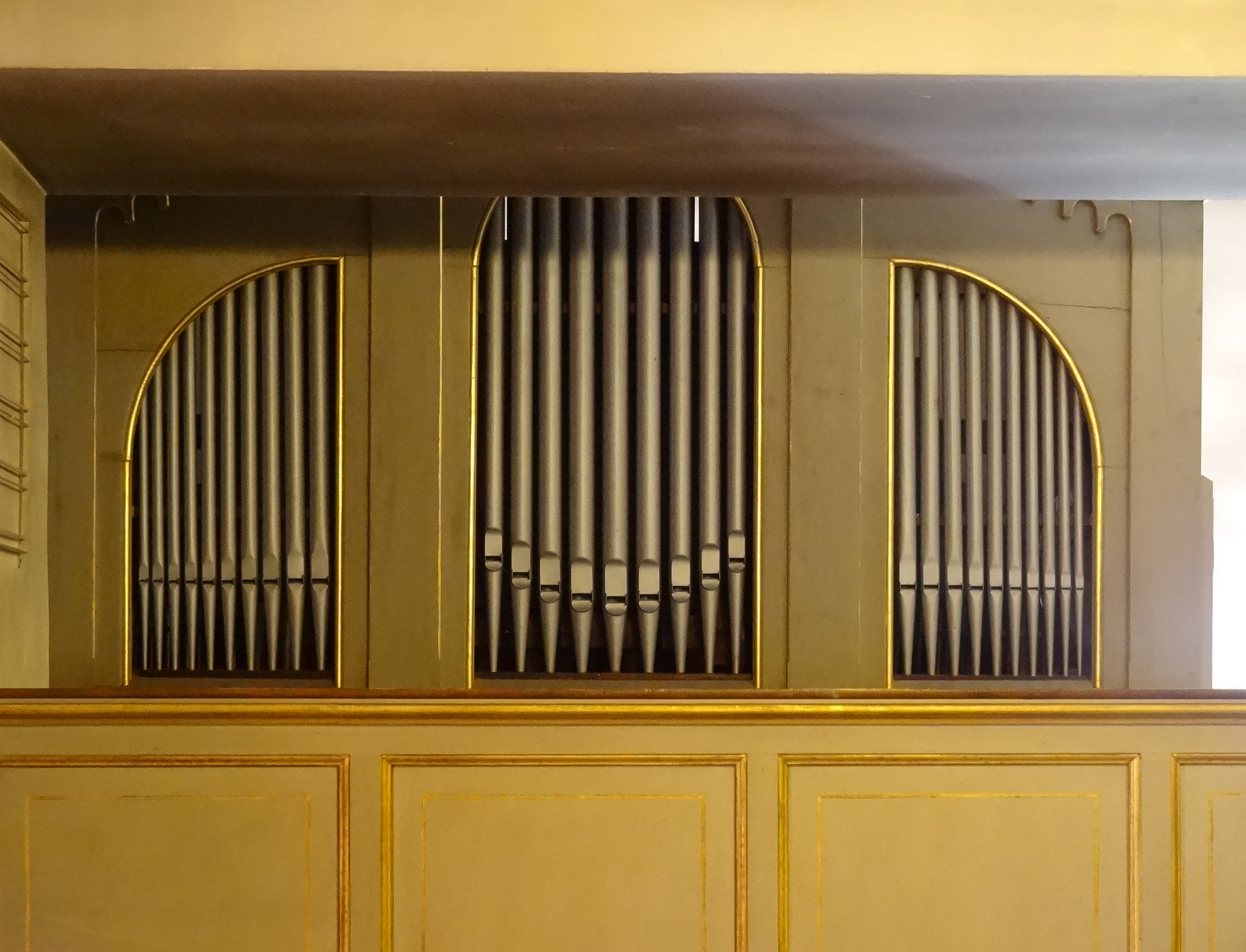
Förster-Orgel von 1886

Johann Georg Förster baute im Jahr 1886 eine neue Orgel für die neue Südempore. Von der Vorgängerorgel wurde der dreiachsige Prospekt übernommen, farblich gefasst und vergoldet. 1979 stellten Förster & Nicolaus Orgelbau das Instrument auf die neue Empore um. Die Firma führte im Jahr 2007 eine Sanierung und 2022 eine Restaurierung der Orgel durch. Die seitenspielige Orgel verfügt über sieben Register auf einem Manual und Pedal. Sie hat eine mechanische Traktur und Schleifladen. Die Disposition lautet wie folgt:
| I Manual C–f3 |       |
| Principal     | 8′    |
| Gedackt       | 8′    |
| Salicional    | 8′    |
| Octav         | 4′    |
| Rohrflöte     | 4′    |
| Rauschquinte  | 2 ⁄3′ |

| Pedal C–d1 |     |
| Subbaß     | 16′ |

- Koppeln: I/P